# لورانس هارت
لورانس هارت (بالإنجليزية: Lawrence Hart)‏ هو شاعر أمريكي، ولد في 1901، وتوفي في 1996.